# Liga dos Campeões Dois da AFC
A Liga dos Campeões Dois da AFC (abreviada como ACL Two ou ACL2) é uma competição anual de futebol continental de clubes organizada pela Confederação Asiática de Futebol. É a competição de segundo nível do futebol asiático de clubes, classificada abaixo da Liga dos Campeões de Elite da AFC e acima da AFC Challenge League.
A Liga dos Campeões Dois da AFC (ACL2) foi introduzida pela Confederação Asiática de Futebol (AFC) como parte de uma grande reformulação das competições de clubes asiáticos a partir da temporada 2024-25. De acordo com a AFC, a ACL2 é "a competição de segundo nível recentemente introduzida" dentro de uma nova estrutura continental de três níveis que também inclui a AFC Champions League Elite (ACLE) e a AFC Challenge League (ACGL).
Os clubes se classificam para a competição com base em seu desempenho em ligas nacionais e competições de copa. A participação na competição está aberta a clubes das 12 principais nações das regiões Leste e Oeste, com base no ranking de competições de clubes da AFC. O participante de cada nação classificada de 1 a 6 em cada região é o clube mais bem colocado daquela nação que não se classificou para a Liga dos Campeões de Elite da AFC.
O vencedor da Liga dos Campeões Dois da AFC receberá uma vaga indireta na fase preliminar para a próxima temporada da Liga dos Campeões de Elite da AFC, caso ainda não tenha se classificado por meio de uma competição nacional.

## Definição
As "Nações em desenvolvimento são representados pelos catorze países melhores colocados depois do top-14 de países da região que enviam suas equipes para a Liga dos Campeões da AFC. Além disso, as duas competições estão interligadas como a Liga Europa da UEFA e a Liga dos Campeões da UEFA na Europa, e os perdedores da Liga dos Campeões AFC disputam a Copa da AFC.
A Copa da Ásia ou Copa da AFC é o segundo campeonato de futebol em importância na região da AFC, equivalente a Liga Europa da UEFA e a Copa Sulamericana.
O vencedor da Copa da AFC, ganha uma vaga direta na fase de grupos da Liga dos Campeões da AFC.
Em 24 de maio de 2024, a AFC anunciou que os registros e estatísticas das competições de clubes anteriores da AFC serão reconhecidos e integrados às competições de clubes reformuladas, com os dados da Copa AFC transferidos para a Liga dos Campeões Dois da AFC, apesar de serem competições totalmente diferentes.

## Campeões
| Copa da AFC (2004–2024)                       | Copa da AFC (2004–2024)                  | Copa da AFC (2004–2024)                  | Copa da AFC (2004–2024)                  | Copa da AFC (2004–2024)                  | Copa da AFC (2004–2024)                  | Copa da AFC (2004–2024)                  |                                          |
| Ano                                           | Final                                    | Final                                    | Final                                    | Semifinalistas                           | Semifinalistas                           |                                          |                                          |
| Ano                                           | Campeão                                  | Placar                                   | Vice                                     | Terceiro Lugar                           | Quarto Lugar                             |                                          |                                          |
| --------------------------------------------- | ---------------------------------------- | ---------------------------------------- | ---------------------------------------- | ---------------------------------------- | ---------------------------------------- | ---------------------------------------- | ---------------------------------------- |
| 2004 Detalhes                                 | Al-Jaish                                 | 1 - 0 2 - 3                              | Al-Wahda                                 | Geylang United                           | Home United                              |                                          |                                          |
| 2005 Detalhes                                 | Al-Faisaly                               | 1 - 0 3 - 2                              | Al-Nejmeh                                | New Radiant                              | Sun Hei                                  |                                          |                                          |
| 2006 Detalhes                                 | Al-Faisaly                               | 3 - 0 2 - 4                              | Muharraq                                 | Al-Wehdat                                | Al-Nejmeh                                |                                          |                                          |
| 2007 Detalhes                                 | Shabab Al-Ordon                          | 1 - 0 1 - 1                              | Al-Faisaly                               | Al-Wehdat                                | Al-Nejmeh                                |                                          |                                          |
| 2008 Detalhes                                 | Muharraq                                 | 5 - 1 5 - 4                              | Safa Beirut                              | Al-Nahda                                 | Dempo                                    |                                          |                                          |
| 2009 Detalhes¹                                | Al-Kuwait                                | 2 - 1                                    | Al-Karamah                               | Becamex Bình Dương                       | South China                              |                                          |                                          |
| 2010 Detalhes                                 | Al-Ittihad Aleppo                        | 1 - 1 (pro) (4 - 2 pen)                  | Qadsia SC                                | Muangthong United                        | Al-Riffa                                 |                                          |                                          |
| 2011 Detalhes                                 | Nasaf Qarshi                             | 2 - 1                                    | Al-Kuwait                                | Al-Wehdat                                | Erbil                                    |                                          |                                          |
| 2012 Detalhes                                 | Al-Kuwait                                | 4 - 0                                    | Erbil                                    | Chonburi                                 | Al-Ettifaq                               |                                          |                                          |
| 2013 Detalhes                                 | Al-Kuwait                                | 2 - 0                                    | Al-Qadsia                                | Al-Faisaly                               | East Bengal                              |                                          |                                          |
| 2014 Detalhes                                 | Al-Qadsia                                | 0 - 0 (4 - 2 pen)                        | Erbil                                    | Kitchee                                  | Persipura Jayapura                       |                                          |                                          |
| 2015 Detalhes                                 | Johor Dahur Ta'zim                       | 1 - 0                                    | Istiklol                                 | Al-Qadsia                                | Al-Kuwait                                |                                          |                                          |
| 2016 Detalhes                                 | Al-Quwa Al-Jawiya                        | 1 – 0                                    | Bengaluru                                | Al-Ahed                                  | Johor Dahur Ta'zim                       |                                          |                                          |
| 2017 Detalhes                                 | Al-Quwa Al-Jawiya                        | 1 – 0                                    | Istiklol                                 | April 25                                 | Ceres-Negros                             |                                          |                                          |
| 2018 Detalhes                                 | Al-Quwa Al-Jawiya                        | 2 – 0                                    | Altyn Asyr                               | April 25                                 | Al-Jazeera                               |                                          |                                          |
| 2019 Detalhes                                 | Al-Ahed                                  | 1 – 0                                    | April 25                                 | Hanoi FC                                 | Al-Jazeera                               |                                          |                                          |
| 2020 Detalhes                                 | Cancelado devido a pandemia de COVID-19. | Cancelado devido a pandemia de COVID-19. | Cancelado devido a pandemia de COVID-19. | Cancelado devido a pandemia de COVID-19. | Cancelado devido a pandemia de COVID-19. | Cancelado devido a pandemia de COVID-19. | Cancelado devido a pandemia de COVID-19. |
| 2021 Detalhes                                 | Al-Muharraq                              | 3 – 0                                    | Nasaf Qarshi                             | Al-Ahed                                  | Al-Salt                                  |                                          |                                          |
| 2022 Detalhes                                 | Al-Seeb                                  | 3 – 0                                    | Kuala Lumpur City                        | Sogdiana Jizzakh                         | Eastern ATK Mohun Bagan                  |                                          |                                          |
| 2023–24 Detalhes                              | C. Coast Mariners                        | 1 – 0                                    | Al-Ahed                                  | Abdysh-Ata                               | Al-Nahda                                 |                                          |                                          |
| Liga dos Campeões Dois da AFC (2024–presente) |                                          |                                          |                                          |                                          |                                          |                                          |                                          |
| 2024–25 Detalhes                              | Sharjah FC                               | 2 – 1                                    | Lion City                                | Al-Taawoun                               | Sydney FC                                |                                          |                                          |

¹A partir de 2009 a final passou a ser disputada em jogo único.

### Títulos por clube
| Clube              | Títulos               | Vices           |
| ------------------ | --------------------- | --------------- |
| Al-Kuwait          | 3 (2009, 2012, 2013)  | 1 (2011)        |
| Al-Quwa Al-Jawiya  | 3 (2016, 2017 e 2018) | 0               |
| Al-Faisaly         | 2 (2005 e 2006)       | 1 (2007)        |
| Muharraq           | 2 (2008 e 2021)       | 1 (2006)        |
| Qadsia SC          | 1 (2014)              | 2 (2010 e 2013) |
| Nasaf Qarshi       | 1 (2011)              | 1 (2021)        |
| Al-Ahed            | 1 (2019)              | 1 (2023–24)     |
| Al-Ittihad Aleppo  | 1 (2010)              | 0               |
| Johor Darul Ta'zim | 1 (2015)              | 0               |
| Shabab Al-Ordon    | 1 (2007)              | 0               |
| Al-Jaish           | 1 (2004)              | 0               |
| Al-Seeb            | 1 (2022)              | 0               |
| C. Coast Mariners  | 1 (2023–24)           | 0               |
| Sharjah FC         | 1 (2024–25)           | 0               |
| Istiklol           | 0                     | 2 (2015 e 2017) |
| Erbil              | 0                     | 2 (2012 e 2014) |
| Bengaluru          | 0                     | 1 (2016)        |
| Al-Karamah         | 0                     | 1 (2009)        |
| Al-Safa            | 0                     | 1 (2008)        |
| Al-Nejmeh          | 0                     | 1 (2005)        |
| Al-Wahda           | 0                     | 1 (2004)        |
| Altyn Asyr         | 0                     | 1 (2018)        |
| April 25           | 0                     | 1 (2019)        |
| Kuala Lumpur City  | 0                     | 1 (2022)        |
| Lion City          | 0                     | 1 (2024–25)     |

### Títulos por país
| País                   | Campeão | Vice-campeão |
| ---------------------- | ------- | ------------ |
| Kuwait                 | 4       | 3            |
| Jordânia               | 3       | 1            |
| Iraque                 | 3       | 2            |
| Síria                  | 2       | 2            |
| Bahrein                | 2       | 1            |
| Líbano                 | 1       | 3            |
| Uzbequistão            | 1       | 1            |
| Malásia                | 1       | 1            |
| Omã                    | 1       | 0            |
| Austrália              | 1       | 0            |
| Emirados Árabes Unidos | 1       | 0            |
| Tajiquistão            | 0       | 2            |
| Índia                  | 0       | 1            |
| Turquemenistão         | 0       | 1            |
| Coreia do Norte        | 0       | 1            |
| Singapura              | 0       | 1            |

## Artilheiros
| Edição  | Artilheiro         | Clube              | Gols |
| ------- | ------------------ | ------------------ | ---- |
| 2004    | Indra Sahdan Daud  | Home United        | 7    |
| 2004    | Egmar Gonçalves    | Home United        | 7    |
| 2005    | Mo'ayyad Salim     | Al-Faisaly         | 9    |
| 2006    | Mahmoud Shelbaieh  | Al-Wehdat          | 8    |
| 2007    | Odai Al Saify      | Shabab Al-Ordon    | 5    |
| 2007    | Mohamad Ghaddar    | Nejmeh             | 5    |
| 2008    | Rico               | Muharraq           | 19   |
| 2009    | Robert Akaruye     | Busaiteen          | 8    |
| 2009    | Mohamad Hamwi      | Al-Karamah         | 8    |
| 2009    | Jehad Al Hussain   | Al-Kuwait          | 8    |
| 2009    | Huýnh Kesley Alves | Becamex Bình Dương | 8    |
| 2010    | Afonso Alves       | Al-Rayyan          | 9    |
| 2011    | Ivan Bošković      | Nasaf Qarshi       | 10   |
| 2012    | Amjad Radhi        | Erbil              | 9    |
| 2012    | Raja Rafe          | Al-Shorta          | 9    |
| 2013    | Issam Jemâa        | Al-Kuwait          | 16   |
| 2014    | Juan Belencoso     | Kitchee            | 11   |
| 2015    | Daniel McBreen     | South China        | 8    |
| 2015    | Riste Naumov       | Ayeyawady United   | 8    |
| 2016    | Hammadi Ahmad      | Al-Quwa Al-Jawiya  | 16   |
| 2017    | Kim Yu-song        | April 25           | 9    |
| 2018    | An Il-bom          | April 25           | 12   |
| 2019    | Bienvenido Marañón | Ceres–Negros       | 10   |
| 2020    | Bienvenido Marañón | Ceres–Negros       | 5    |
| 2021    | Khusayin Norchaev  | Nasaf Qarshi       | 7    |
| 2022    | Jasur Hasanov      | Sogdiana Jizzakh   | 5    |
| 2022    | Paulo Josué        | Kuala Lumpur City  | 5    |
| 2022    | Pedro Paulo        | Viettel            | 5    |
| 2023–24 | Marco Túlio        | C. Coast Mariners  | 8    |
| 2024–25 | Sardar Azmoun      | Shabab Al Ahli     | 9    |